# Rikke Dal Støttrup
Rikke Dal Støttrup (født 6. oktober 1972 i Viborg) er en dansk journalist, der siden 2020 har været chefredaktør for ALT for damerne.
Hun er opvokset i landsbyen Kvorning mellem Viborg og Randers og blev i 1991 student fra Viborg Amtsgymnasium. Derefter blev hun uddannet journalist fra Danmarks Journalisthøjskole i 1996 med praktik på Fyens Stiftstidende, hvor hun efterfølgende blev ansat på sportsredaktionen og senere samfundsredaktionen.
Fra 2006 til 2014 var hun reporter og redaktør på TV 2 Nyhederne, hvorefter hun blev ansat hos Nordisk Film TV, der for TV 2 producerede Go' morgen Danmark og GO' Aften Danmark. Her var hun først redaktør på morgenprogrammet, siden med til at relancere aftenprogrammet i rollen som redaktionschef.
I 2016 kom hun til ALT for damerne som redaktionschef og overtog i november 2020 posten som chefredaktør for ugebladet.
Under hendes ledelse har ALT for damerne udviklet sig i en mere aktivistisk retning, når det kommer til ligestillingsspørgsmålet, hvilket dog allerede begyndte med kampagnen #søstersind i 2019.
Rikke Dal Støttrup bor i Åløkkekvarteret i Odense med sin mand, overlæge i blodsygdomme ved Odense Universitetshospital og klinisk lektor ved Syddansk Universitet Michael Boe Møller. Parret har to voksne døtre.